# Hilara discalis
Hilara discalis är en tvåvingeart som beskrevs av Chvala 1996. Hilara discalis ingår i släktet Hilara och familjen dansflugor.
Artens utbredningsområde är Tjeckien. Arten är reproducerande i Sverige. Inga underarter finns listade i Catalogue of Life.